# Bal Cupidon
Pour plus de détails, voir Fiche technique et Distribution.
Bal Cupidon est un  film français réalisé par Marc-Gilbert Sauvajon en 1948 et sorti en 1949.

## Synopsis
Isabelle est une avocate qui fait condamner Flip, un détective privé, pour un excès de vitesse. Mais peu après, un meurtre est commis dont est suspectée la meilleure amie d'Isabelle. Pour la sauver, Isabelle est contrainte, malgré ses réticences, de demander son aide à Flip qui accepte de rechercher le coupable. 

## Fiche technique
- Titre original : Bal Cupidon
- Réalisation : Marc-Gilbert Sauvajon, assisté de Claude Pinoteau
- Scénario et dialogues : Marc-Gilbert Sauvajon
- Décors : Eugène Delfau
- Costumes : Irène Pawloff et Germaine Lebrun
- Photographie : René Gaveau
- Musique : Jean Marion
- Montage : Raymond Leboursier
- Son : Lucien Lacharmoise
- Caméra : René Ribault
- Script : Claude Veriat
- Conseiller technique : Hervé Bromberger
- Format : Noir et blanc - 1,37:1 - 35 mm - Son mono

- Production : Les Films Ariane, Sirius France

- Genre : Comédie
- Durée : 90 minutes
- Dates de sortie 
  - France : 18 mai 1949
- Visa d'exploitation : 8081

## Distribution
- Pierre Blanchar : Flip
- Simone Renant : Isabelle
- Yves Vincent : Morezzi
- René Blancard : Turnier
- Maria Mauban : Anne-Marie
- Henri Crémieux : Cresat
- Marion Tourès : Christine
- André Bervil : Tonie
- François Joux : Gratien
- Marcelle Praince : Mme Chariot
- Pierre Juvenet : le président Chanut
- Suzanne Dantès : Mme Delacroix
- Albert Michel : le gardien
- Germaine Michel : Clémence
- Henri Murray : le commissaire
- André Wasley : Victor
- Janine Miller : l'annonceuse
- Henri Niel : le directeur de la prison
- Yvonne Ménard : une danseuse
- Christian Duvaleix : un photographe
- Odette Barencey : la cuisinière
- Julien Maffre : un monsieur
- Christiane Delacroix : la bonne
- Gil Delamare
- Max Harry
- Christian Lude
- Tania Soucault

### Autour du film
- Une partie du tournage a été réalisée à Dreux (Eure-et-Loir) (rebaptisé en Cheranzy).